# Madruga (sobrenome)
Madruga é um sobrenome de origem portuguesa ou espanhola , está no registro de muitas pessoas do Brasil, Cuba, Angola, Espanha e Portugal.

## Origem
O sobrenome nasceu em virtude do apelido dado ao nobre cavaleiro Pedro Álvarez de Soutomaior, que viveu no século XV nas terras da Galícia feudal e era conhecido como “Madruga”, por cavalgar de madrugada. 

## Pessoas notáveis
As pessoas notáveis com este sobrenome incluem:
- Alberto Madruga da Costa (nascido em 1940), político açoriano.
- Djan Madruga (nascido em 1958), nadador brasileiro.
- Ivanna Madruga (nascida em 1961), tenista argentina.
- Núria Madruga (nascida em 1980), atriz e modelo portuguesa.
- Pedro Madruga (c. 1430 - 1486), Conde de Caminha.
- Roger Madruga (nascido em 1964), nadador brasileiro.
- Teresa Madruga (nascida em 1953), atriz portuguesa.
- Cláudia Madruga (nascida em 1991), fotógrafa